# Oświęcim (stad)
Oświęcim (Duits: Auschwitz) is een stad in het uiterste westen van het Poolse woiwodschap Klein-Polen, 64 kilometer ten zuidwesten van Krakau. De plaats heeft ongeveer 41.000 inwoners (2005) en is vooral bekend door het concentratie- en vernietigingskamp Auschwitz. De burgemeester is Janusz Chwierut.

## Geschiedenis
De stad werd in 1179 voor het eerst vermeld. Het hertogdom Auschwitz en Zator was sinds 1327 een vazalstaat van Bohemen en werd later eigendom van de hertogen van Teschen. In 1457 kocht de Poolse koning Casimir IV de plaats. Na de eerste Poolse deling kwam de stad in 1773 aan Oostenrijk, waarvan de heersers zich nu ook "hertog van Auschwitz" noemden. In deze staat behoorde het gebied tot het Koninkrijk Galicië en Lodomerië. In tegenstelling tot de rest van dit kroonland maakte Auschwitz sinds 1818 deel uit van de Duitse Bond.
De stad kwam na de Eerste Wereldoorlog, conform het Verdrag van Saint-Germain, toe aan Polen, maar bevond zich in een gebied dat in 1939 door Duitsland werd geannexeerd. In 1940 werd er het concentratiekamp Auschwitz opgericht. Gestaag werd dit kamp het centrum voor een uitgebreid netwerk van grote en kleinere kampen, waarbij het vernietigingskamp Auschwitz-Birkenau uitgroeide tot het grootste moordcentrum van de nazi's. Sinds 1945 behoort de stad weer tot Polen. Op het kampterrein is tegenwoordig het Staatsmuseum Auschwitz-Birkenau gevestigd.
Sinds de hernieuwde toewijzing van onder meer Opper-Silezië aan Polen middels de vaststelling van de Oder-Neissegrens bij het Verdrag van Potsdam in 1945 heet de stad Oświęcim.

## Verkeer en vervoer
- Station Dwory

## Partnersteden
- Kerpen (Duitsland)
- La Confluence (Frankrijk)
- Sambir (Oekraïne)

## Geboren
- Przemysław Niemiec (1980), wielrenner
- Paweł Korzeniowski (1985), zwemmer
- Maciej Sadlok (1989), voetballer